# Mangshan-Viper
Die Mangshan-Viper (Protobothrops mangshanensis) ist eine stark gefährdete, giftige Viper aus der Unterfamilie der Grubenottern, die in Südchina verbreitet ist.

## Beschreibung
Die Mangshan-Viper ist mit einer Länge bis zu 2 Metern die größte Viper in China. Sie erreicht ein Gewicht von 2 bis 4 kg. Ihre Grundfarbe ist Oliv mit auffälliger, hellgrüner, unregelmäßiger Zeichnung, die sich bis über den breiten, stumpfen Kopf erstreckt. Die Kopfzeichnung ist individuell verschieden und ermöglicht die zuverlässige Unterscheidung einzelner Exemplare. Die Schwanzspitze ist, möglicherweise zum Anlocken von Beute, weiß gefärbt. Der Neotypus, ein juveniles Männchen mit einer Kopf-Rumpf-Länge von 31 cm und einer Schwanzlänge von 6 cm, wird als schwärzlich braun mit unregelmäßigen gelbgrünen Flecken oder Bändern, die im Aussehen an Flechten erinnern, beschrieben. Die Zeichnung ist am Vorderkörper fleckig und geht am Hinterkörper in Bänder über. Die Oberseite des Kopfes ist schwarz mit gelber, netzartiger Zeichnung. Die Kopfunterseite ist ähnlich gefärbt, allerdings mit vereinzelten gelben Flecken. Die Bauchseite des Neotypus ist meist dunkel mit vereinzelten gelben Flecken, die hintere Hälfte des Schwanzes blassgelb oder grün.
Die Mangshan-Viper hat 187 bis 198 Bauchschuppen (Ventralia), 60 bis 67 Paare Subcaudalia, 13 bis 16 Unterlippenschuppen (Infralabialia) und 25 Rückenschuppen in der Körpermitte. Der Hemipenis, beschrieben von einem konservierten Exemplar des Chengdu Zoos, wird auf der rechten Seite eingezogen und erstreckt sich bis zur 13. (Innenlappen) und 15. (Außenlappen) Subcaudale. Ab Höhe der 5. Subcaudale ist er gegabelt. Zum Rumpf hin (proximal) ist er stachelig, vom Körper weg (distal) durch Calyces von faltiger Struktur. Die Stacheln sind zahlreich und klein, vergrößerte Dornen sind nicht vorhanden. Der Sulcus ist ab der 4. und der Rückziehmuskel ab der 21. Subcaudale geteilt.

## Giftigkeit
Wie andere Vipern ist auch die Mangshan-Viper giftig. Ein Biss kann zu Ödemen, Hämatomen und schwerer Koagulopathie mit Hypofibrinogenamie und verlängerten Gerinnungszeiten führen und lebensbedrohlich werden. Es existiert kein spezifisches Antivenom, jedoch zeigte sich ein bei der Weißlippen-Bambusotter (Trimeresurus albolabris) eingesetztes Antivenom (Green Pitviper Antivenin-Trimeresurus albolabris) als paraspezifisch wirksam.

## Lebensraum und Lebensweise
Die Mangshan-Viper lebt in subtropischen Nadel- und Laubmischwäldern, baum- und bodenbewohnend, auf von Flechten bedeckten Baumstämmen und vermutlich in Kalksteinhöhlen. Die Mangshan-Viper ist ein Lauerjäger, der sich durch seine Zeichnung sehr gut in die Umgebung einfügt. Das weiße, wurmähnliche Schwanzende könnte dazu dienen, die Beute weiter in ihre Nähe zu locken. Ihre Nahrung besteht aus Vögeln und Nagetieren. Die Weibchen der oviparen Art legen im Juni bis Juli ein Gelege aus 20 bis 27 Eiern.

## Verbreitung und Gefährdung

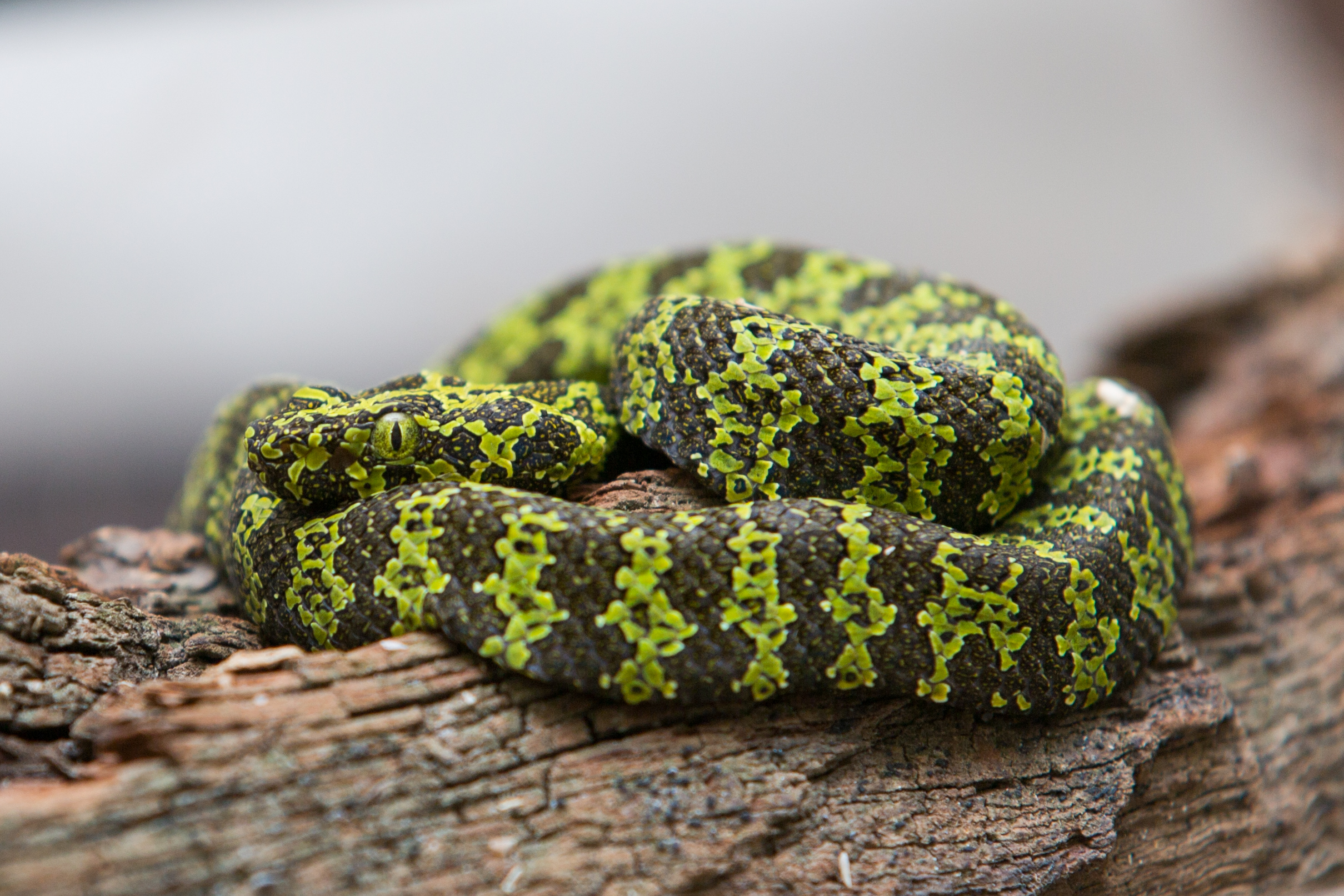
Mangshan-Viper im Zoo Prag

Die Art kommt endemisch nur in einem ca. 300 km² großen Gebiet vor, das den Typenfundort im Pingkeng-Distrikt (Mang-Berg, Mangshan), Kreis Yizhang, Provinz Hunan, und Ruyuan, Provinz Guangdong, in Südchina umfasst. Darin findet sie sich auch im Naturreservat Mangshan (莽山自然保护区). Das Verbreitungsgebiet liegt auf etwa 800 bis 1300 m über dem Meeresspiegel. Aktuell gilt die Art nach der IUCN als stark gefährdet (Endangered, EN). Zwischen den 1950er- und 1980er-Jahren wurde ihr Verbreitungsgebiet durch Abholzung stark eingeschränkt. Sie ist international im Heimtierhandel sehr gefragt, so dass die illegale Sammlung weiterhin eine Bedrohung darstellt.
Schätzungen aus dem Jahr 2009 zufolge leben in freier Wildbahn nur noch etwa 500 Individuen der Mangshan-Viper.
In Gefangenschaft konnte die Vipernart erstmals 1994 erfolgreich gezüchtet werden. Insgesamt wurden bis 2010 in Deutschland, China und den USA etwa 100 Individuen gezüchtet.

## Taxonomie
Die Art wurde 1989 von Chen Yuanhui entdeckt, als er sich auf die Suche nach einer unbekannten Giftschlange machte, die 1984 einen seiner Patienten gebissen hatte. Er brachte einige Exemplare zum chinesischen Herpetologen Zhao Ermi und die Art wurde von diesem 1990 in der Gattung Trimeresurus erstbeschrieben. 1993 wurde sie der neuen Gattung Ermia, die nach Zhao Ermi benannt wurde, zugeordnet. Da die Gattung Ermia bereits bei den Heuschrecken verwendet wurde, wurde der Ersatzname Zhaoermia vorgeschlagen. Da Zhaoermia und Protobothrops viele Merkmale beim Schädel, Hemipenis und Gift teilen, schlugen Peng Guo und andere eine Synonymisierung der Gattung Zhaoermia zu Protobothrops vor. Der Holotypus kann auf Grund schlechter Erhaltung und starker Beschädigung, beispielsweise fehlt der Kopf, nicht verwendet werden. 2013 wurde deshalb ein Neotypus bestimmt. Es werden keine Unterarten unterschieden.